# Parque nacional de Chae Son
El parque nacional de Chae Son  (en tailandés: อุทยานแห่งชาติแจ้ซ้อน) es un espacio protegido que se encuentra en provincia de Lampang, en Tailandia. En él se encuentra la homónima cascada de Chae Son, el parque también alberga cuevas y manantiales. Tiene una extensión de 768 kilómetros cuadrados. Originalmente era un parque forestal, pero el 28 de julio de 1988 fue protegido como el 58.º parque nacional de Tailandia.

## Geografía
El parque nacional de Chae Son se encuentra a 66 km al norte de la ciudad de Lampang en los distritos de Mueang Pan y Chae Hom. Las montañas del parque forman parte de la Cordillera de Khun Tan y son una importante fuente de agua para la región que lo rodea. En algunos puntos el parque alcanza alturas de dos mil metros.

## Atracciones
La principal atracción del parque es la cascada de Chae Son, una catarata de seis pisos de 150 metros de altura. El pico Mae es una cascada de tres pisos de 100 metros de alto. Otras cascadas son Mae Koon, también de 100 metros, y Mae Mawn.
El manantial de agua caliente Chae Son es una zona de piscinas sulfurosas de nueve perforaciones de las que surgen aguas a temperaturas de alrededor de 73 °C. El parque también tiene numerosos sistemas de cuevas incluyendo Pha-ngam, Mor, Luang y Loug Kae.

## Flora y fauna

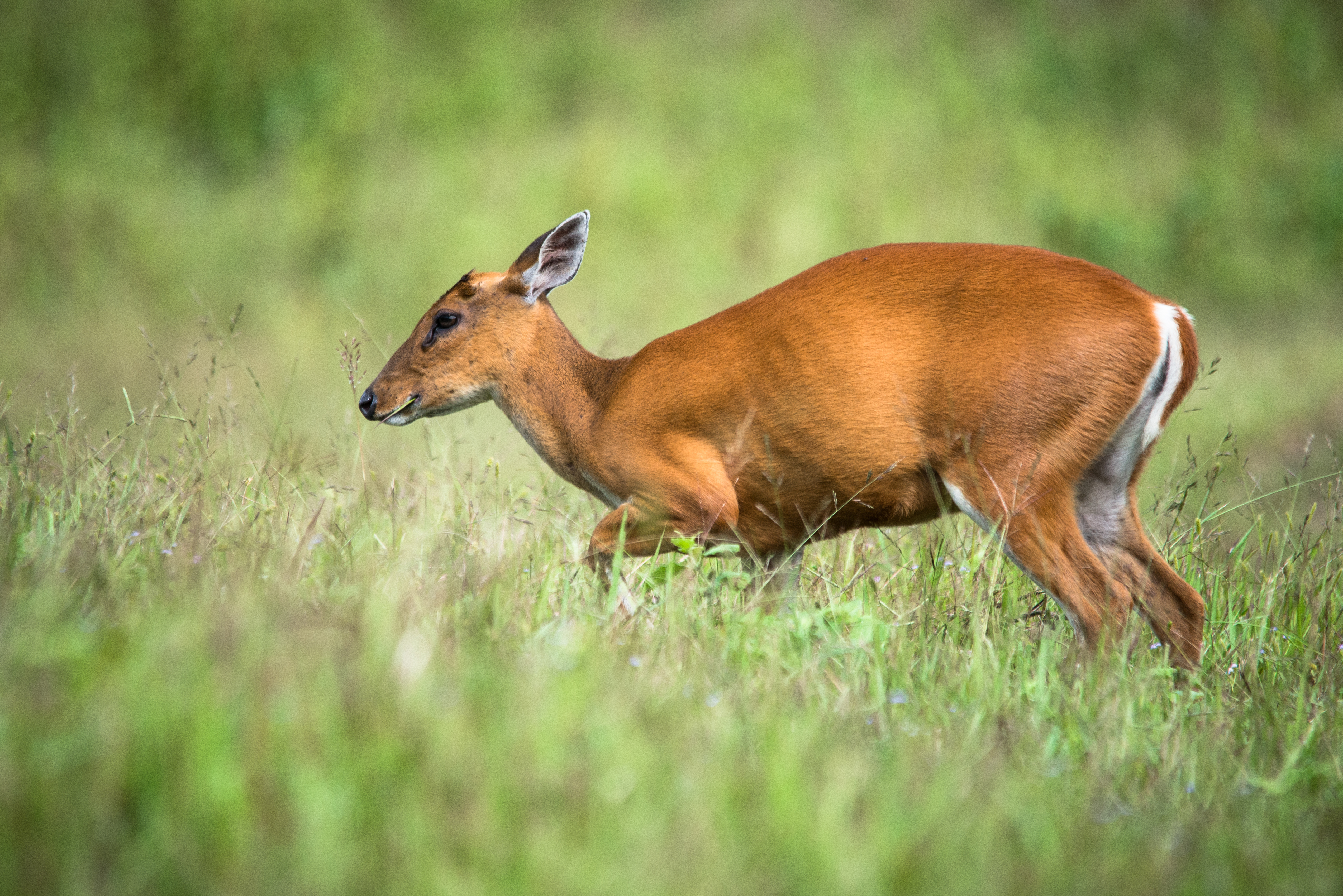
Muntíaco de la India

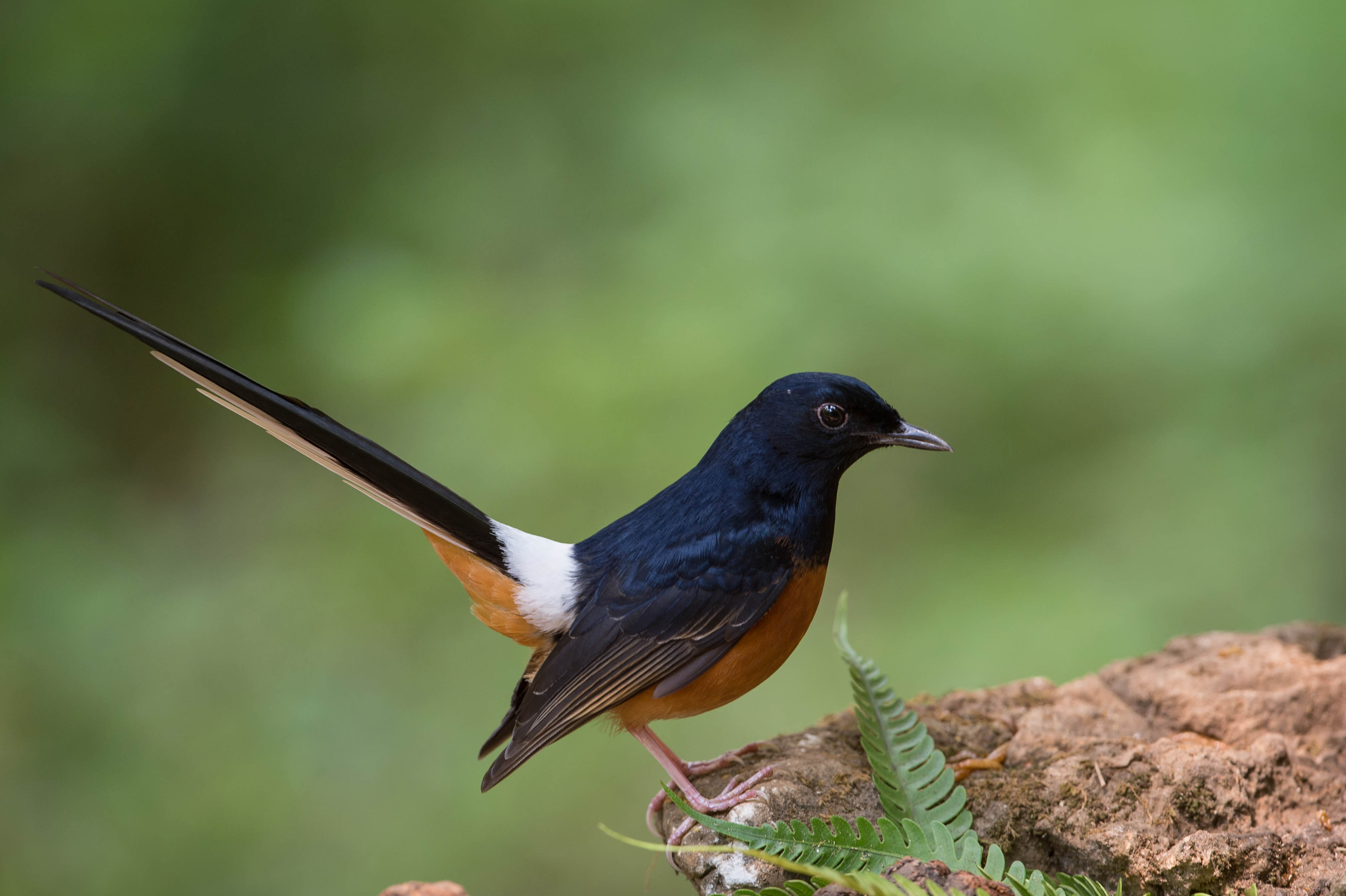
Shama culiblanco

Los bosques del parque están mezcladas especies caducifolias y disperocarpáceas también de hoja caduca. Entre las especies de árboles se encuentran Afzelia xylocarpa, Chukrasia velutina, Toona ciliata, Diospyros, Lagerstroemia calyculata, Dipterocarpus alatus, Dipterocarpus obtusifolius,  Pinus merkusii, Pinus kesiya, Pterocarpus macrocarpus, Shorea obtusa y Shorea siamensis.
Especies animales que se pueden encontrar aquí son serau común, muntíacos, tragúlidos, liebre siamesa, galeopiteco, colobinos, macacos, gato dorado asiático, puercoespín, escandentios y jabalí.
Pájaros en Chae Son incluyen shama culiblanco, gallo bankiva, picamadero, bulbul, barbudos asiáticos, sastrecillos, vinagos, parúlido, timalíidos y colúmbidas.